# 詠嘆調
詠嘆調（又譯詠唱調、抒情調），原指任何抒情的音樂旋律，多為獨唱曲，但也有例外。現時詠嘆調被狹義為幾乎專指管弦樂隊伴奏的獨唱曲，又以歌劇中的詠嘆調數目是最多的，但清唱劇和大合唱中也都有為數不少的詠嘆調。許多流行歌曲的旋律改編自過去歌劇的詠嘆調。

## 釋義
詠嘆調一字最早出現在14世紀，原指歌唱藝人或鍍金工匠的作風與風格，還可以指歐洲古代十四行诗的配樂和一些管弦純音樂，後來才漸漸專用於音樂方面。在音樂形式上，詠嘆調最初是沒有重複的模式，自17世紀開始開始出現了三段式詠嘆調（A-B-A形式），即所謂的「返始詠嘆調」（Da capo aria）。此後，詠嘆調漸漸開始在歌劇中占有愈來愈多的份量，並出現更多精細的分類。
19世紀中期以後的歌劇，很多都是多个詠嘆調的集合，宣敘調（又稱朗誦調）的空間愈來愈少。在理查德·瓦格纳的「乐剧」當中，宣叙调与詠嘆調之间甚至没有明显的区分，曲與曲之間的傳統界線也不復存在。

## 音樂會詠嘆調
自古典主義音樂晚期，部分作曲家如莫扎特和貝多芬開始創作「音樂會詠嘆調」（德語：Konzertarie）。顧名思義，這些詠嘆調是為了音樂廳（而非劇院）而作，它們有獨立的主題，也有自己的作品編號。而由於這一曲類已經相當於聲樂協奏曲，歌者本身的能力相當關鍵，在作品創作階段往往起著決定性的影響。